# Wólka Sulejowska
Wólka Sulejowska (prononciation : [ˈvulka sulɛˈjɔfska]) est un village polonais de la gmina de Jadów dans le powiat de Wołomin de la voïvodie de Mazovie dans le centre-est de la Pologne.
Il se situe à environ 24 kilomètres au nord-est de Wołomin (siège du powiat) et à 45 kilomètres au nord-est de Varsovie (capitale de la Pologne).
De 1975 à 1998, le village appartenait administrativement à la voïvodie de Siedlce.
Le village possède une population de 201 habitants en 2010.

## Référence
1. ↑  (pl) « Demografia », sur az.pl (consulté le 22 juin 2023).